# Iveco Lorraine
Pour les articles homonymes, voir Iveco et Lorraine (homonymie).
Le Lorraine est un autocar de tourisme produit de 1981 à 1993, sous les écussons UNIC puis IVECO.

## Coproduction franco-italienne
À la fin des années 1970 la firme UNIC, sous le contrôle de Fiat V.I. depuis 1966, après avoir appartenu à SIMCA, (filiale de Fiat Auto), cherche un nouveau souffle pour sa division autobus/autocars. 
Dans le but de dynamiser cette division, un peu en sommeil depuis l'intégration de UNIC directement dans le giron de Fiat V.I., la direction du groupe turinois profite du regroupement de Saviem et de Berliet, qui créera Renault Véhicules Industriels - RVI, pour recruter des cadres transfuges de Berliet. 
Une relance avait été tentée en 1971 avec le premier autocar Fiat à moteur arrière le "343". Le Fiat/Unic 343, comme le Fiat 308 à moteur central, sont des véhicules de 11 mètres alors que les clients préfèrent les Van Hool 440 et 700, des Fiat carrossés en Belgique mais de 12 mètres de longueur. C'est en 1975 que le code
italien autorise (enfin) les autocars et autobus de 12 mètres. En août 1976, Fiat Bus présente un nouvel autocar de cette longueur, le 370.
Après le demi échec de francisation du 343 avec l'Unic 343, en lui greffant une carrosserie française, dont seulement quelques centaines d'exemplaires seront commercialisés en France, UNIC, en s'appuyant sur le modèle-phare du géant turinois : le Fiat 370, lancé en 1976 et très répandu en Italie et en Allemagne sous le label Magirus M2000, va créer celui qui sera le dernier modèle d'autocar de la marque, le Lorraine (code usine 240).
Conçu spécifiquement pour le marché français, le châssis du Fiat 370 est habillé d'une coque retouchée à l'avant, plus arrondie et aérodynamique, par rapport à la version originale, due à l'intervention du styliste Claude Setan de la C.I.M.T.. Comme sur le Fiat 370, il fait appel, à divers niveaux, à des éléments en aluminium et polyester. Tout le bas des faces latérales, portillon compris, est en résine armée, tandis que les panneaux sous baies ainsi que le pavillon sont en aluminium. L’inaltérabilité à la corrosion sera un argument majeur du nouveau modèle auprès des futurs acquéreurs.
Alors qu'IVECO a été créé en 1975 et que les différentes marques qui la composent disparaissent progressivement, la direction italienne a accepté, non sans en avoir mesuré toutes les conséquences, à ce que cet autobus soit commercialisé sous le seul nom de "UNIC Lorraine", sans aucune référence au groupe italien, afin de satisfaire à la spécificité française qui voulait que les signataires des commandes principales d'autobus, venant des services publics - Mairies, départements et collectivités locales, avaient pour consigne de n'acheter que des productions françaises. La marque IVECO n'apparaitra que bien plus tard à la suite de la fermeture de C.I.M.T..

## Une voie à part
Le Lorraine est présenté le 30 avril 1981 à Nice (Alpes-Maritimes), à l'occasion de la Semaine du Car.
La production démarre à l'automne 1981, après d'ultimes tests. Mais le bel élan qui règne au vu de l'excellent accueil des professionnels et du carnet de commandes déjà saturé, est brutalement interrompu lorsque survient un coup de théâtre : le PDG de la C.I.M.T., Jean Collin, décède subitement en octobre 1981. Matra, coactionnaire de C.I.M.T., se retire et vend ses parts à Alsthom qui devient le seul actionnaire avec effet au 1er janvier 1983 et dénonce l'accord signé un an plus tôt avec les Italiens. Brièvement assurée à Valenciennes (Nord), la production est interrompue en décembre 1983, après la production des cent premiers exemplaires.
À titre de dédommagement, IVECO récupère l'outillage de production installé chez C.I.M.T. pour un franc symbolique et fait reprendre la fabrication à Fourchambault (Nièvre), l'ancienne usine A.C.M.A. qui fabriquait sous licence, de 1957 à 1962, des voiturettes Vespa 400, devenue une annexe de l'usine Fiat Motori de Bourbon-Lancy. L'usine va employer 429 salariés pour relancer en urgence la fabrication des carrosseries de l'autocar. Le premier exemplaire sort de l'usine le 31 janvier 1984, avec le logo CIMT à l'arrière en moins.
Dans le courant de l'année 1984, l'autocar, français d'adoption, reçoit quelques modifications qui font changer les codes en Unic 240CS et 240LS selon versions 10,65 m et 12 mètres :
- moteur unique Fiat 8220.02 suralimenté développant 240 ch DIN,
- nouvelle planche de bord dérivée de celle de la verion haut de gamme Orlandi, déjà adoptée sur la version allemande Magirus M2000 et calandre;

Pour le MY 1985, le Lorraine retrouve le gros moteur Fiat 8210.02 mais suralimenté et baptisé 8210.22 développant 304 ch DIN. Le Lorraine 12 mètres prend les désignations 300LS pour la version ligne et 300TS pour la version tourisme, 
En 1988, IVECO remporte un marché de 50 autocars pour la Roumanie, le seul cas d’exportation du modèle Lorraine.
En 1989, IVECO présente une version grand tourisme surélevée de 25 cm, baptisée 300 GTS. 22 exemplaires seront construits.
En douze ans de commercialisation, à peu près 660 Lorraine ont trouvé preneur. Ce qui est en définitive peu, même pour un car (et en tout cas, bien en deçà des objectifs initiaux).
Il cède la place au 380 EuroClass, un modèle qui fera date dans la gamme IVECO, avec une conception sans châssis à longerons ou treillis, au grand dam des carrossiers. Le dernier Lorraine a été fabriqué en 1992 et livré en janvier 1993. L'usine de Fourchambault poursuivra une activité de carrosserie d’autocars scolaires.

## Caractéristiques administratives
L'Unic Lorraine 240 LS 2 est référencé Type 702H20 avec un code VIN : VF5702H200.

## Carrière militaire parallèle
Revendiquant un fort pourcentage d'intégration de composants nationaux dans son montage, le Lorraine a aussi été acquis par quelques casernes militaires françaises.